# نادي فولفسبورغ
نادي فولفسبورغ للتربية البدنية (بالألمانية: Verein für Leibesübungen Wolfsburg e. V)، و يعرف اختصاراً باسم فولفسبورغ (بالألمانية: VfL Wolfsburg) هو نادٍ رياضي ألماني تأسس في 12 سبتمبر 1945 ويقع مقره في مدينة فولفسبورغ في ولاية سكسونيا السفلى في ألمانيا. تأسس النادي كنادي رياضي متعدد الرياضات من أجل موظفين شركة فولكسفاغن بمدينة فولفسبورغ، لكنه اشتهر بكونه نادي لكرة القدم، ومن المعروف أنه لقسم كرة القدم. يمارس النادي عدة أنشطة رياضية أخرى غير كرة القدم مثل كرة اليد وألعاب القوى وكرة الريشة وغيرها.
يلعب النادي الذي تعود ملكيته لمجموعة فولكسفاغن في الدوري الألماني لكرة القدم. ويخوض كل مبارايته الرسمية على ملعبه فولكسفاغن أرينا الذي بني في عام 2012 ويتسع لحضور 30,0000 متفرج. من حيث الإنجازات، فاز نادي فولفسبورغ بلقب الدوري الألماني لكرة القدم مرة واحدة في تاريخه في موسم 2008-09 بقيادة المدرب فيليكس ماغاث، وحل وصيفاً في موسم 2014–15.أما من ناحية كأس ألمانيا، فتوِّجَ به مرة واحدة أيضاً في موسم 2015 بعدما تغلب على نادي بوروسيا دورتموند بنتيجة 3-1، وحل وصيفاً في موسم 1994. وفي موسم 2015 استطاع نادي فولفسبورغ الظفر بلقب كأس السوبر الألماني للمرة الأولى في تاريخة بعدما تغلب على بايرن ميونخ، بنتيجة 5-3 بواسطة ركلات الجزاء الترجيحية.
ألوان الفريق الرسمية هي الأخضر والأبيض، ولهذا أطلقوا على أنفسهم اسم (بالألمانية: Die Wölfe) والتي تعني الذئاب.

## الإنجارات
- الدوري الألماني (البوندسليغا)
  - البطل: موسم 2008-09
  - الوصيف: موسم 2014-15
- كأس ألمانيا
  - البطل: 2014–15
  - الوصيف: 1993–94
- كأس السوبر الألماني
  - البطل: 2015
  - الوصيف: 2009

## التشكيلة
آخر تحديث في 1 سبتمبر 2015.
ملاحظة: تشير الأعلام إلى المنتخب الوطني على النحو المحدد في قواعد الأهلية للفيفا. قد يحمل اللاعبون أكثر من جنسية واحدة غير تابعة للفيفا.
| الرقم | البلد    | المركز | اللاعب           |
| ----- | -------- | ------ | ---------------- |
| 1     | سويسرا   | حارس   | دييغو بيناليو    |
| 3     | الدنمارك | مهاجم  | نيكلاس بينتنر    |
| 4     | ألمانيا  | مدافع  | مارسيل تشافر     |
| 5     | سويسرا   | مدافع  | تيم كلوزه        |
| 6     | بيرو     | مدافع  | كارلوس إسكاس     |
| 7     | إيطاليا  | وسط    | دانييل كاليغيوري |
| 8     | البرتغال | وسط    | فييرينيا         |
| 11    | ألمانيا  | مهاجم  | ماكس كروس        |
| 12    | هولندا   | مهاجم  | باس دوست         |
| 15    | ألمانيا  | مدافع  | كريستيان تراش    |
| 18    | البرازيل | مدافع  | دانتي بونفيم     |
| 20    | ألمانيا  | حارس   | ماكس غرون        |

| الرقم | البلد    | المركز | اللاعب              |
| ----- | -------- | ------ | ------------------- |
| 22    | البرازيل | وسط    | لويس غوستافو دياز   |
| 23    | فرنسا    | وسط    | جوشوا جولافوجي      |
| 24    | ألمانيا  | مدافع  | سيباستيان يونغ      |
| 25    | البرازيل | مدافع  | نالدو               |
| 26    | البرازيل | مدافع  | فيليبي أليستي لوبيس |
| 27    | ألمانيا  | وسط    | ماكسيميليان أرنولد  |
| 28    | بلجيكا   | حارس   | كوين كاستيلس        |
| 30    | ألمانيا  | وسط    | باول شيغين          |
| 31    | ألمانيا  | مدافع  | روبين كنوشي         |
| 32    | بولندا   | مهاجم  | أوسكار زوادا        |
| 33    | ألمانيا  | مهاجم  | سيباستيان ستولزه    |
| 34    | سويسرا   | مدافع  | ريكاردو رودريغيز    |
| 35    | سويسرا   | وسط    | فرانشيسكو رودريغيز  |
| 37    | ألمانيا  | مدافع  | مورتيز سبيرنغر      |

## روابط إضافية
- الموقع الرسمي لفريق فولفسبورغ
- موقع أنصار فريق فولفسبورغ